# QloveR
QloveR（クローバー）は、文化放送が運営する総合配信プラットフォーム。文化放送のラジオ番組をはじめ、本プラットフォームでのオリジナルコンテンツを配信している。

## 概要
文化放送地上波で放送された番組や超!A&G+で配信された番組のアーカイブ、オリジナルコンテンツ、QloveR上で実施する生配信や有料会員限定のプレゼント施策などを行うプラットフォームとして開始した。これまで「番組会員サイト」と表記されていた番組も本プラットフォームに移行した。また、文化放送が2024年3月31日まで運営していたアニラジ専門のインターネットオンデマンド配信サイト「AG-ON Premium」の一部番組も本プラットフォームに引き継がれた。名称は文化放送の略称「QR」と「LOVE」を組み合わせ、小さな幸せを象徴する「クローバー」の読みを用いる形とした。このためロゴマークの中の「Q」にも四つ葉のクローバーがデザインされている。
2023年7月から文化放送の一部番組の会員サイト用にプレオープンし、2024年4月1日のサービス開始時よりウェブサイト上のみで提供、同年10月1日にはスマートフォン向けアプリ（iOS・Android）もリリースされている。
文化放送および超!A&G+の一部番組はニコニコチャンネルやニコニコ生放送、ニコニコチャンネルプラスでも配信されているが、2024年6月8日から受けたニコニコサービスへの大規模なサイバー攻撃の影響からニコニコサービス全体が利用できない状況となったため、ニコニコサービス復旧後の各種サービス再開までの措置として本プラットフォームでの一部番組の代替配信を実施した。
2025年3月31日をもって超!A&G+がサービス終了となり、超!A&G+で配信されていた一部番組は同日以降、本プラットフォーム（4月1日以降は文化放送地上波でも本プラットフォームで配信されたものをリピート放送として実施）に移行した。なお、同年3月31日未明（30日深夜）まで超!A&G+のストリーミング配信時間帯にサイマル配信も行っていた「超!A&G+チャンネル」は同日以降、A&G番組のみを編成したタイムテーブルへのリニューアルを実施した上でサービス終了以前と同様の体制でストリーミング配信は継続し、画質もそれ以前の簡易動画からフルHDに転換された。
また、文化放送地上波では本プラットフォームとの連携強化を進めており、その一環として2025年4月から配信番組を週替わりで各番組月1回放送する『QloveR SP』を水曜（火曜深夜）3時 - 3時30分に放送している。

## 機能
- サービスは基本無料で利用でき、ウェブサイトではログインしていなくても視聴できる。ただし、スマートフォン向けアプリでの視聴やコメント投稿、チャンネルのフォローにはアカウント登録が必要[3]。有料会員限定のコンテンツは入会すると視聴できる。
- コメント機能は、ニコニコ動画のように視聴中の画面上にコメントが右から左に流れるようになっている。ただし、番組によってはコメント機能が無効の場合もある。

## 配信番組
無料
- えなこの○○ラジオ
- グリモアpresents ブレ×ブレ ラジオのようなもの
- 鎌田俊哉の!えモンカケ
- 武田鉄矢・今朝の三枚おろし
- 超!A&G+チャンネル（2025年3月31日までは超!A&G+のサイマル配信）
- 髭男爵 山田ルイ53世のルネッサンスラジオ
- 芹澤優と古賀葵のヘブンバーンズレディオ
- RADIO 4Gamer Tap(仮)

有料
- 赤見かるびの「お笑いかるび塾」
- Appare!のがむしゃらファンファーレ
- 天使うとのらじお〜うぇるかむとぅ ゆーとぴあ〜
- 上田麗奈のひみつばこ
- ぶんか食堂
- 小原好美のココロおきなく
- 斉藤壮馬・石川界人のダメじゃないラジオ
- 指出毬亜のさしでがましいようですが
- 三人称・鉄塔 ひとりのよる
- 大変おそれいりますが、大河元気のラジオです。
- 伊達さゆりの 伊達にラジオやってません!!!
- 東山奈央のラジオ@リビング
- TOOBOEのわるあがき
- 名取さなの毒にも薬にもならないラジオ
- Paradox Live Dope Radio
- 春咲暖ののんたいとる
- 葉山風花のHappy Lucky!
- 日向野祥のLet's祥Time
- ぶいかふぇ♪
- 僕が見たかった青空の「青天のヘキレキ!」
- まざべにのミッドナイトダブルピーク
- 三好大貴のラジオ『3TUNES』
- 三宅美羽のみみぺこ
- 結城さくなにツインテールが似合うまで!
- 夕実&梨沙のラフストーリーは突然に
- REAL AKIBA BOYZのオタクラジオ!!プラス
- Liyuuが好きなリユウ
- リモしるの体験版
- 稜海しました!超特急QR
- レコメン!G MSSPは一見さんお断り?!
- レコメン!G ドズル社放送局

### 過去の配信番組
有料
- おとなりの農家さん produced by notas
- 佐々木琴子のささいなこと
- SID×RADIO=
- 女子研究大学QloveRキャンパス
- 千代浦蝶美のちよっと夜更かししていかない?
- 松本圭世のM荘!
- 我々だ!の侵夜ラジオ